# Кохия
Ко́хия, или Прутня́к, или Изень (лат. Kóchia) — ныне упразднённый род однолетних или многолетних полукустарников семейства Амарантовые (Amaranthaceae). В настоящее время его виды распределены между несколькими родами подсемейства Маревые (Chenopodioideae), большая часть евроазиатских видов перенесена в род Бассия (Bassia).
Два американских вида включены в род Неокохия, и аппенинско-сицилийский вид (Eokochia saxicola) включён в род Эокохия.

## Название
Род назван в честь немецкого ботаника Вильгельма Даниеля Йозефа Коха. Кохию или прутняк называют также летний кипр, однолетний кипарис, пассия, веничная трава.
Такое же латинское название имеет род вымерших двустворчатых моллюсков, однако эти научные названия организмов не являются омонимами, поскольку регламентируются разными кодексами биологической номенклатур.

## Ботаническое описание

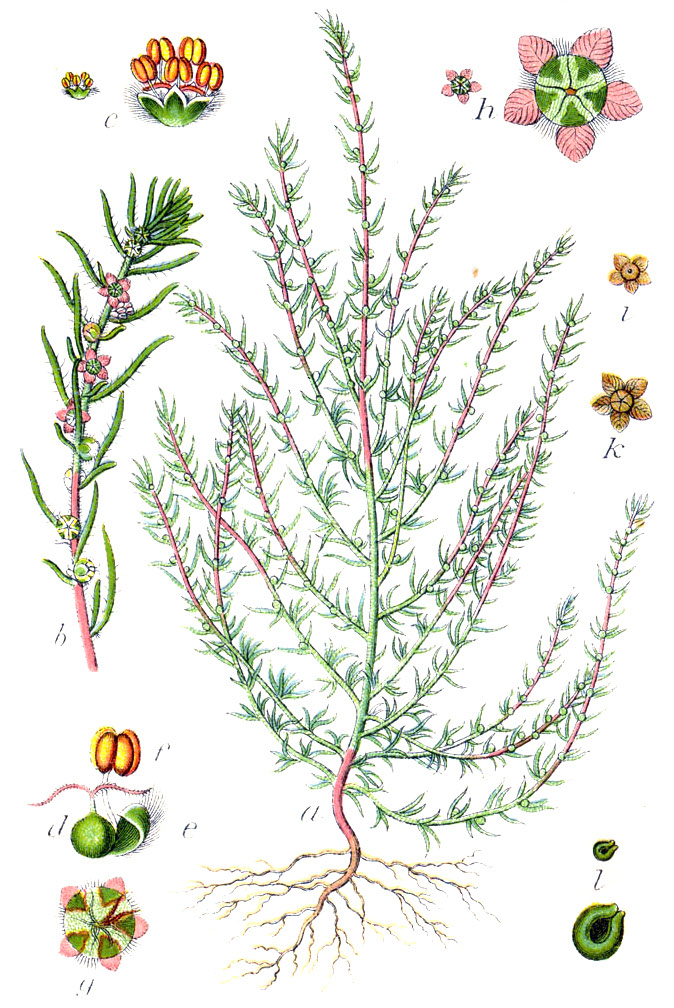
.

## Распространение
Виды рода кохия распространены преимущественно в степных и пустынных зонах Евразии, Африки и Северной Америки.

## Прежние названия видов и их новые отнесения к родам
- Kochia alata Bates — Bassia scoparia (L.) A.J.Scott
- Kochia americana S.Watson — Neokochia americana (S.Watson) G.L.Chu & S.C.Sand.
- Kochia angustifolia (Turcz.) Peschkova — Bassia angustifolia (Turcz.) Freitag & G.Kadereit
- Kochia californica S.Watson — Neokochia californica (S.Watson) G.L.Chu & S.C.Sand.
- Kochia dasyphylla Fisch. & C.A.Mey. — Bassia dasyphylla (Fisch. & C.A.Mey.) Kuntze
- Kochia densiflora (Moq.) Aellen — Bassia scoparia (L.) A.J.Scott
- Kochia dioica Nutt. — Stutzia dioica (Nutt.) E.H.Zacharias
- Kochia eriophora Schrad. — Bassia eriophora (Schrad.) Asch.
- Kochia iranica Bornm. — Bassia odontoptera (Schrenk) Freitag & G.Kadereit
- Kochia indica Wight — Bassia indica (Wight) A.J.Scott
- Kochia krylowii Litv. — Grubovia krylowii (Litv.) Freitag & G.Kadereit
- Kochia lanifora (S.G.Gmel.) Borbás — Bassia laniflora (S.G.Gmel.) A.J.Scott
- Kochia littorea (Makino) Makino — Bassia littorea (Makino) Freitag & G.Kadereit
- Kochia melanoptera Bunge — Grubovia melanoptera (Bunge) Freitag & G.Kadereit
- Kochia odontoptera Schrenk — Bassia odontoptera (Schrenk) Freitag & G.Kadereit
- Kochia prostrata (L.) Schrad. — Bassia prostrata (L.) Beck
- Kochia salsoloides Fenzl — Bassia salsoloides (Fenzl) A.J.Scott
- Kochia saxicola Guss. — Eokochia saxicola (Guss.) Freitag & G.Kadereit
- Kochia scoparia (L.) Schrad. — Bassia scoparia (L.) A.J.Scott
- Kochia stellaris Moq. — Bassia stellaris (Moq.) Bornm.
- Kochia tianschanica Pavlov — Bassia tianschanica (Pavlov) Freitag & G.Kadereit
- Kochia villosissima (Bong. & C.A.Mey.) Serg. — Bassia villosissima (Bong. & C.A.Mey.) Freitag & G.Kadereit